# Pilea corona
Pilea corona är en nässelväxtart som beskrevs av A.K.Monro. Pilea corona ingår i släktet pileor, och familjen nässelväxter. Inga underarter finns listade i Catalogue of Life.